# Barossus kauppi
Barossus kauppi là một loài bọ cánh cứng trong họ Cerambycidae.